# Кальтяєво
Кальтя́єво (рос. Кальтяево, башк. Кәлтәй) — село у складі Татишлинського району Башкортостану, Росія. Адміністративний центр Кальтяєвської сільської ради.
Населення — 573 особи (2010; 589 у 2002).
Національний склад:
- башкири — 86 %